# Nunusunu
Nunusunu is een bestuurslaag in het regentschap Timor Tengah Selatan van de provincie Oost-Nusa Tenggara, Indonesië. Nunusunu telt 3896 inwoners (volkstelling 2010).